# Dioscoro di Afrodito
Flavio Dioscoro (in latino Flavius Dioscorus; Afrodito, 520 circa – Afrodito, 585 circa) è stato un poeta bizantino vissuto ad Afrodito, in Egitto, e per questo viene chiamato Dioscoro di Afrodito dai moderni studiosi.
Nonostante fosse egiziano, compose poesie in greco, lingua culturale dell'era bizantina. Le sue poesie sono le più antiche giunte fino a noi, tra quelle scritte da un autore conosciuto. I manoscritti, che contengono le sue correzioni e revisioni, furono scoperti su papiro nel 1905, e sono oggi conservate in musei e librerie sparsi per il mondo.
Dioscoro si occupava anche di opere di diritto e documenti legali, ed assieme alle sue poesie sono stati scoperti scritti che riguardavano lo stesso Dioscoro, la sua famiglia, gli afroditani ed altri. Come amministratore del villaggio di Afrodito, scrisse petizioni per conto dei cittadini, uniche per la loro qualità poetica e religiosa. Dioscoro fu un cristiano (un copto) e visse in un ambiente religiosamente attivo. La collezione di papiri in greco e copto legati a Dioscoro di Afrodito è uno dei più importanti ritrovamenti della storia della papirologia, ed ha permesso di conoscere meglio la legge e la società dell'Egitto bizantino.

## Papiri
I papiri di Dioscoro furono scoperti in modo casuale nel luglio del 1905, nel villaggio di Kom Ashkaw (chiamato anche Kom Ishgau, Kom Ishqaw, ecc.), situato sopra l'antico sito di Afrodito. Un abitante stava ristrutturando casa, quando un muro crollò rivelando un baratro sottostante. Furono intravisti rotoli di papiro e frammenti nella fessura, ma quando il Servizio Antichità fu allertato la maggior parte dei papiri era scomparsa. Durante successivi scavi in una casa romanica, è stata scoperta una grande giara piena di papiri. Importanti frammenti di commedie ateniesi, sia in greco antico che moderno, furono scoperti tra questi papiri, compresi pezzi del famoso commediografo Menandro. Vi erano anche frammenti dell'Iliade di Omero e di altre opere letterarie.

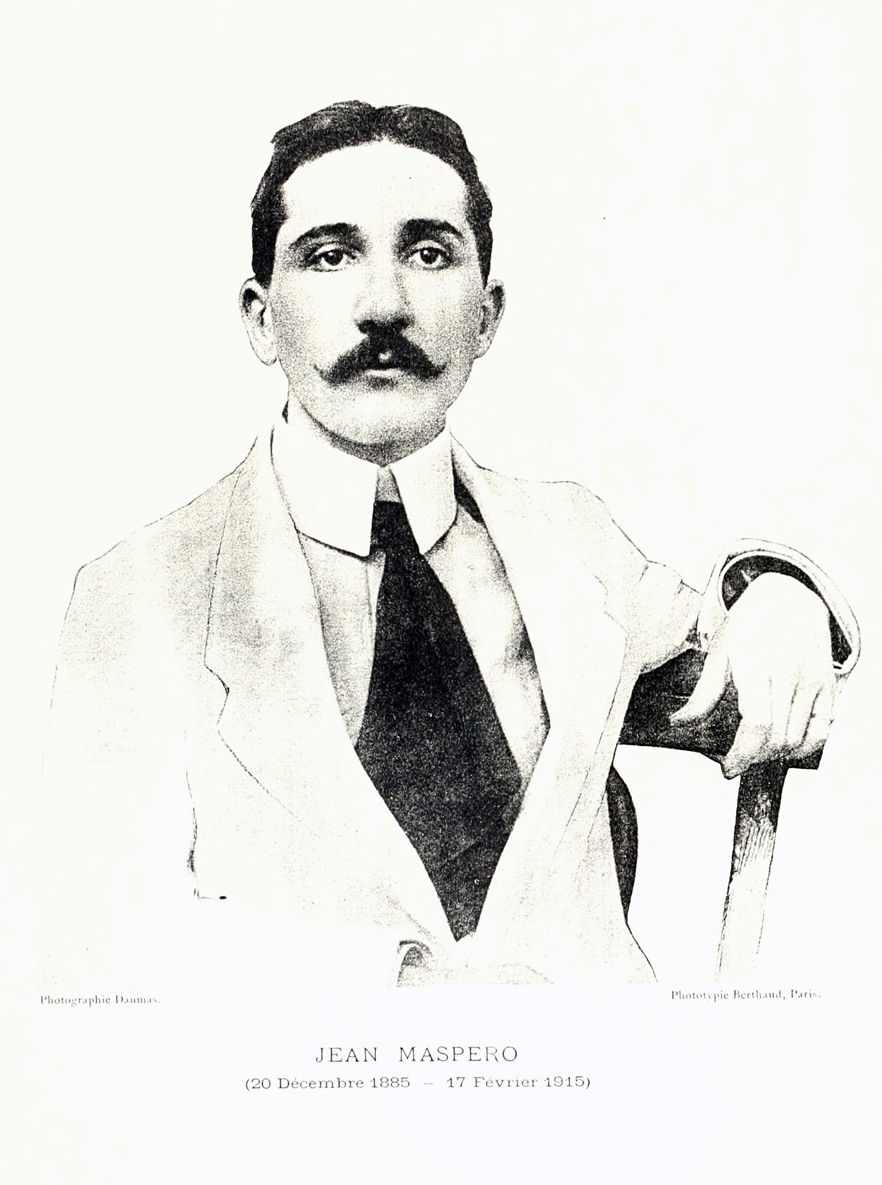
Jean Maspero, editore della prima collezione di poesie Dioscoriane (1911)

L'archeologo Gustave Lefebvre disseppellì un archivio contenente documenti legali, d'affari e personali del VI secolo, oltre a varie poesie. Questi documenti furono consegnati al giovane studioso Jean Maspero, figlio del direttore del Servizio Antichità d'Egitto, che pubblicò documenti e poesie in numerosi articoli, ed in due volumi del Catalogue général des antiquités égyptiennes du Musée du Caire: Papyrus grecs d'époque byzantine (Il Cairo 1911, 1913). Jean fu ucciso in battaglia a Vauquois, in Lorena, durante la prima guerra mondiale, ed il padre Gaston completò il terzo volume dei papiri Dioscoriani nel 1916. Altri papiri di Dioscoro, ottenuti dai commercianti di antichità tramite compravendite e scavi illegali, furono pubblicati a Firenze, Londra, Parigi, Strasburgo, Princeton, Ann Arbor, Vaticano, ecc.

## Afrodito
Il villaggio di Kom Ashkaw si trova nel Medio Egitto, a sud di Il Cairo ed a nord di Luxor. Prima era una città egiziana ma, dopo che Alessandro Magno conquistò l'Egitto nel 332 a.C., gli fu dato il nome greco di Afroditopolis (“La città di Afrodite”) e fu nominata capitale del suo nomo (un distretto amministrativo). Prima del VI secolo, comunque, Aphroditopolis perse lo status di città, e la capitale del nomo fu spostata lungo il Nilo a Antaeopolis. Il villaggio di Afrodito e la città di Antaeopolis facevano parte di un grande distretto amministrativo chiamato Tebaide, posto sotto la giurisdizione di un duca, nominato dall'imperatore. Il centro amministrativo era ad Antinopoli, sulla riva orientale del Nilo.

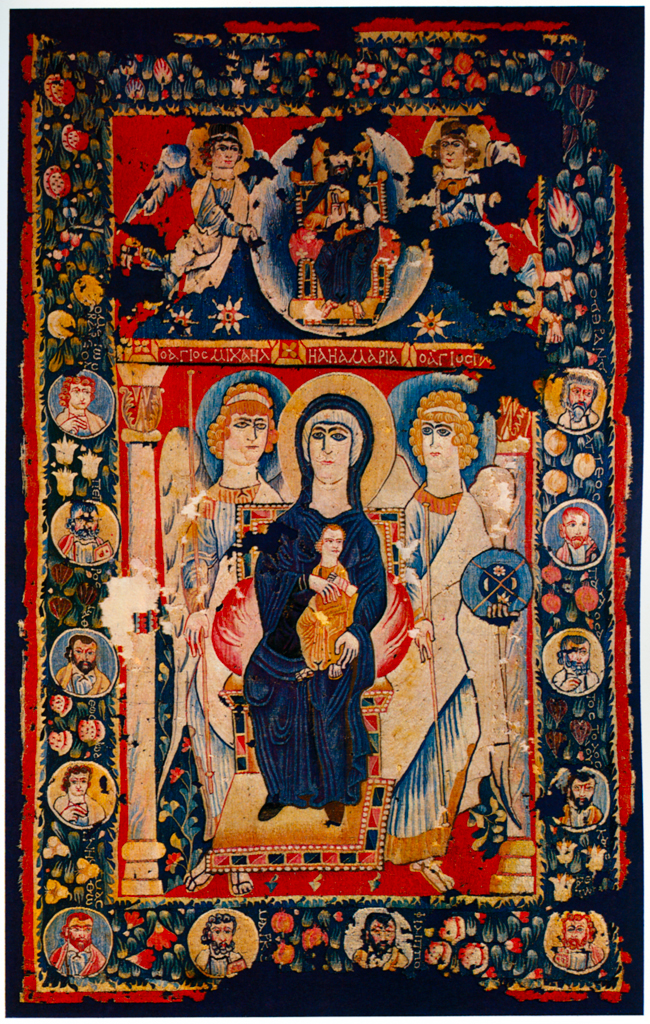
Theotokos. Arazzo copto. Cleveland. Rappresentazione del VI secolo della Madre di Dio come imperatrice bizantina

Afrodito si trovava in un ambiente altamente politico e religioso. Nonno di Panopoli, il più importante poeta dell'inizio dell'era bizantina (300-700), veniva da Panopolis, 42 km a sudest di Afrodito. Altri poeti di Tebaide divennero non solo celebrità, come Museo, Colluthus e Christodorus, ma presero anche parte alla rivoluzione poetica del tempo. Questi poeti, anche se erano egizi, scrivevano nel dialetto greco di Omero, il quale compose l'Iliade e l'Odissea oltre mille anni prima. Forse uno dei motivi della nascita di questo movimento fu l'usurpazione del vocabolario pagano e dello stile dei più onorevoli antichi poeti per motivi cristiani. Dioscoro proseguì e sviluppò questa rivoluzione scrivendo poesie di elogio in stile omerico. La comunità era anche religiosamente attiva. Secondo il Nuovo Testamento, l'Egitto fu la prima casa del giovane Gesù e della sua famiglia. E secondo la letteratura patriarcale, l'Egitto fu il luogo di nascita del monachesimo cristiano. Nell'Egitto settentrionale le aree di Nitria, Kellia e Wadi Natrun contenevano i grandi centri monastici che attiravano fedeli da tutto l'impero bizantino. In Egitto meridionale fu fondato uno dei primi monasteri cristiani, a Pachomius, 127 km. a sudest di Afrodito. Meno di 40 km a sud di Afrodito si trova il monastero bianco, fondato dal monaco copto Shenouda. Lo stesso padre di Dioscoro, Apollos, fondò un proprio monastero. Afrodito, con le sue vicinanze, “vantava oltre 30 chiese e circa 40 monasteri”.

## Biografia

### Gioventù
Non esistono registrazioni dei primi anni di Dioscoro. Il padre Apollos era un imprenditore e funzionario locale. Di solito si pone la sua data di nascita attorno al 520. Nonostante non esistano prove, è probabile che Dioscoro abbia studiato ad Alessandria d'Egitto, dove uno dei suoi insegnanti poterbbe essere stato il filosofo neoplatonico Giovanni Filopono. Nonostante Alessandria non fosse il posto più adatto per gli studi di diritto, a cui sarebbe stata da preferire Beirut, i giovani vi si recavano per apprendere le basi della legge. Tra questi ragazzi vi era il famoso poeta Agazia, contemporaneo di Dioscoro, che da giovane aveva pubblicato una raccolta di poesie chiamata il Ciclo, e che in seguito divenne il centro di un circolo di poeti a Costantinopoli.
Tornato ad Afrodito, Dioscoro si sposò, ebbe figli, ed intraprese una carriera simile a quella del padre: acquistò, affittò e gestì delle proprietà, e partecipò all'amministrazione del villaggio. Il primo anno in cui appare in un papiro è il 543. Dioscoro fece esaminare all'assistente del defensor civitatis di Antaeopolis il danno provocato da un pastore e dal suo gregge ed un campo coltivato di proprietà del monastero di Apa Sourous, ma gestito dallo stesso Dioscoro.

### Costantinopoli

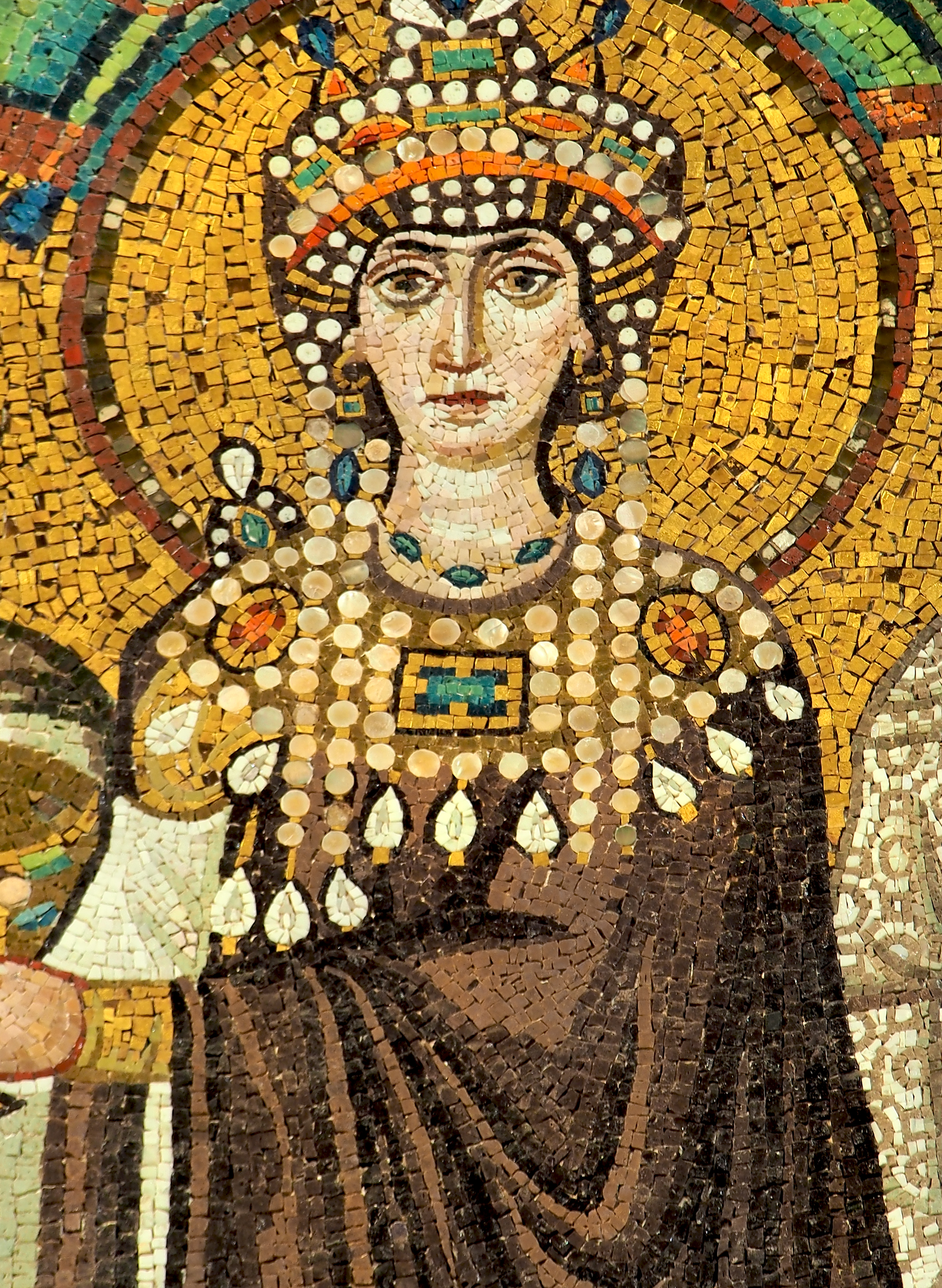
Imperatrice Teodora. Mosaico. San Vitale, Ravenna. Rappresentazione del VI secolo dell'imperatrice Teodora.

Dioscoro si occupò anche di questioni legali. Nel 546-547, dopo la morte del padre Apollos, Dioscoro scrisse una richiesta formale all'imperatore Giustiniano, ed una spiegazione formale all'imperatrice Teodora, sui conflitti fiscali che coinvolgevano Afrodito. Il villaggio si trovava sotto la protezione speciale dell'imperatrice, e gli era stato concesso lo status di autopragia. Questo significa che il villaggio poteva raccogliere tasse proprie, e consegnarle direttamente al tesoro imperiale. Afrodito non si trovava sotto la giurisdizione del pagarca, stanziato ad Antaeopolis, il quale gestiva le tasse pubbliche per il resto del nomo. La richiesta e la spiegazione di Dioscoro indirizzate al palazzo imperiale descrivevano le violazione del pagarca del loro speciale status, compreso il furto delle tasse già raccolte.
Le comunicazioni con Costantinopoli sembrano aver avuto poco effetto, e nel 551 (tre anni dopo la morte di Teodora), Dioscoro si recò con un gruppo di afroditani a Costantinopoli per presentare il problema direttamente all'imperatore. Dioscoro potrebbe aver trascorso tre anni nella capitale dell'impero bizantino. La città era molto attiva dal punto di vista della poesia. Non solo vi si trovava Agazia, ma anche Paolo Silenziario e Romano il Melode. Riguardo al problema fiscale degli afroditani, Dioscoro riuscì ad ottenere una commento imperiale, di cui tre copie sono sopravvissute negli archivi. L'imperatore chiede al duca di Tebaide di investigare e, se necessario, di bloccare l'aggressione del pagarca. Non ci sono prove di ulteriori violazioni fiscali da parte del pagarca, fino alla morte di Giustiniano nel 565.

### Antinopoli

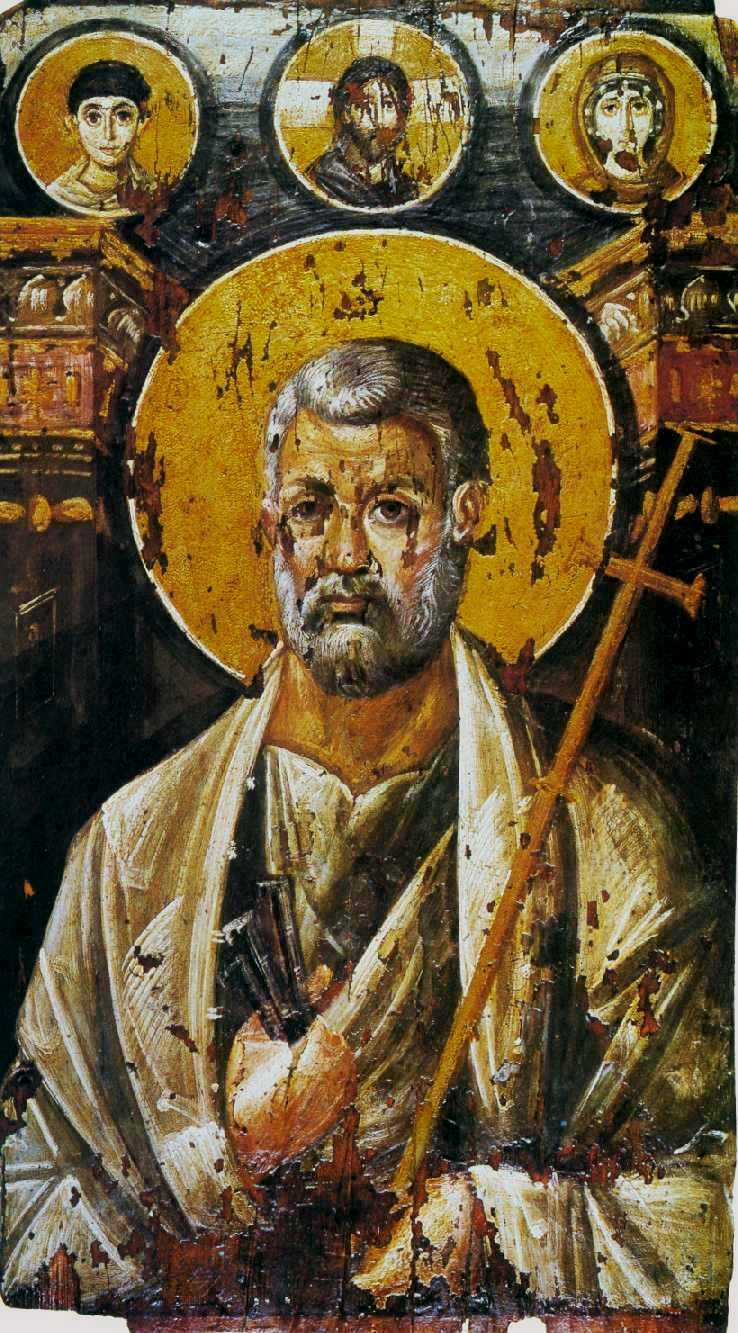
San Pietro, Monastero di S. Caterina sul monte Sinai. Rappresentazione del VI secolo di san Pietro come console romano

Nel 565-566 Dioscoro abbandonò Afrodito per trasferirsi ad Antinopoli, capitale della Tebaide e residenza del duca. Vi rimase per circa sette anni. Il motivo del trasferimento non è mai stato chiarito. Tentando di capirlo dai documenti sopravvissuti, si potrebbe ipotizzare che fosse attratto dall'opportunità di fare una carriera legale stando vicino al duca, e allo stesso modo ne fu costretto per la crescente violenza del pagarca nei confronti di Afrodito e della sua famiglia. I documenti legali di quel periodo mostrano che Dioscoro scrisse il testamento di Phoebammon, che fece da giudice in una disputa familiare riguardo alle proprietà, e che stese contratti di matrimonio e divorzio, continuando a scrivere richieste ufficiali per le continue offese del pagarca. Una di queste richieste descrive come un gruppo di afroditani diretti al mercato annuale fosse caduta vittima di un'imboscata. Furono poi imprigionati ad Antaeopolis, sotto il controllo del pagarca Menas, dove furono torturati e derubati, ed i loro animali furono requisiti. Menas ed i suoi uomini attaccarono il villaggio di Afrodito, bloccando il sistema di irrigazione, estorcendo denaro, bruciando le case e violentando le monache. Tutti questi crimini furono commessi al fine di farsi pagare le tasse, nonostante Afrodito non avesse mai saltato un pagamento e Menas non aveva nessun diritto di pretenderne. Una spiegazione formale descrive gli attacchi di Menas a Dioscoro ed alla sua famiglia. Egli requisì le proprietà di Dioscoro donandole ai propri assistenti, lasciando Dioscoro solo con gli oneri fiscali. Menas proseguì nel saccheggio della casa del cognato di Dioscoro e delle sue terre, riducendo anche la sua famiglia in povertà. Menas arrestò anche il figlio di Dioscoro.
Prima del maggio del 574 Dioscoro lasciò Antinopoli. Non è chiaro il motivo della partenza. Potrebbe essere legato a faccende domestiche, alla carriera, o ad un cambiamento nella situazione di Costantinopoli. I violenti crimini contro Afrodito e Dioscoro furono commessi durante il regno di Giustino II, il quale aveva lanciato una selvaggia persecuzione dei cristiani che non aderivano ai dogmi Calcedoniani, compresi i copti egiziani. Ma Giustino era completamente pazzo ed abdicò e, nel 574, Tiberio e la moglie di Giustino assunsero il governo dell'impero bizantino.

### Ritorno ad Afrodito
Tornato ad Afrodito, sembra che Dioscoro si sia ritirato dagli affari legali e dalle responsabilità amministrative. Molte delle sue poesie furono composte durante il soggiorno ad Antinopolis e dopo il suo ritorno ad Afrodito. I documenti che lo riguardano si riferiscono in questo periodo ad attività mondane e rurali. L'ultimo documento che parla di lui, un lascito di terra scritto di suo pugno, è del 5 aprile 585.

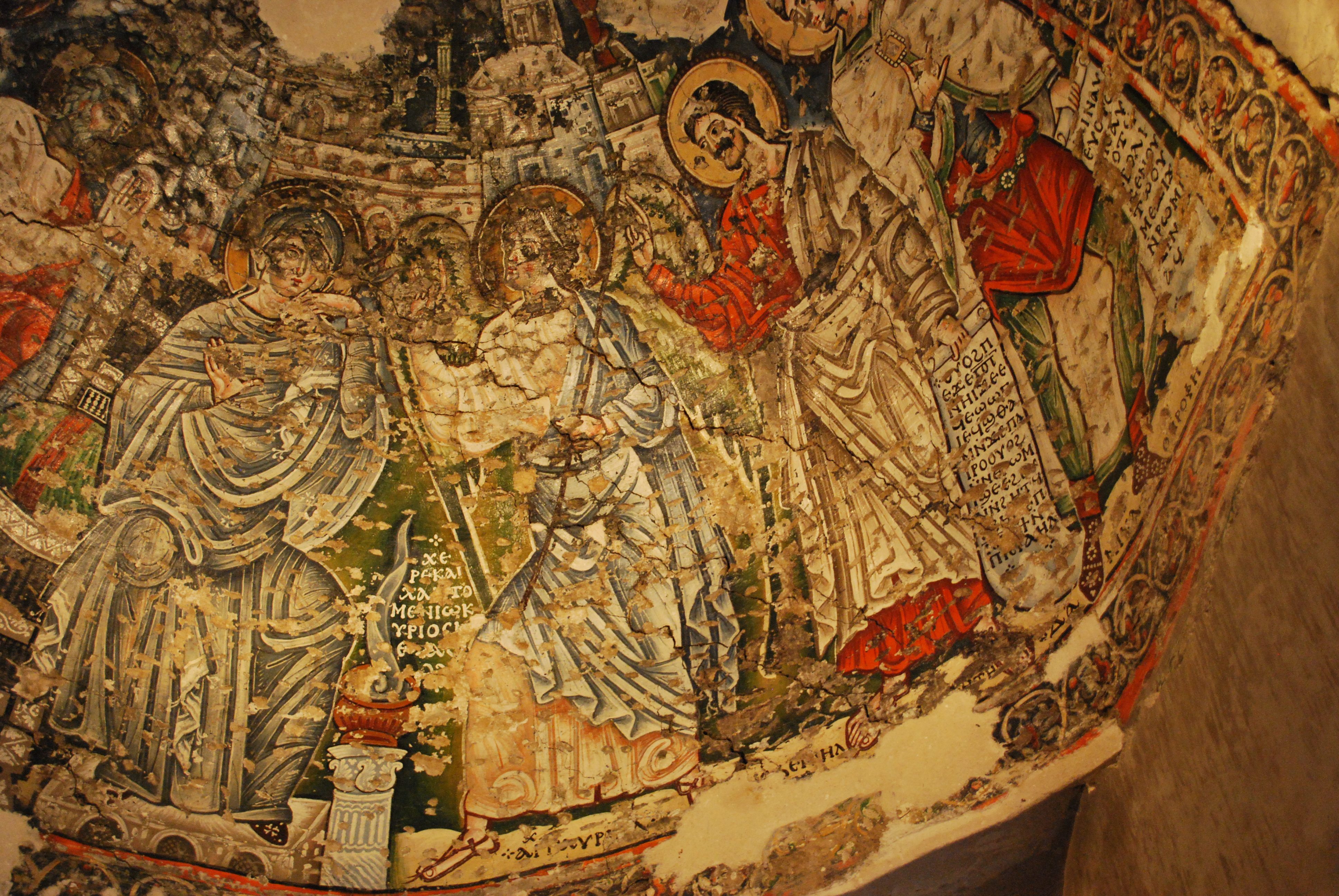
Annunciazione. Affresco copto. Wadi Natrun. Raffigurazione del VI secolo della vergine Maria nei panni di imperatrice bizantina

## Poesia

### Pubblicazioni
Dioscoro potrebbe avere recitato le proprie poesie, ed averle diffuse, localmente, anche se non esistono prove che siano mai state pubblicate mentre era ancora in vita. Jean Maspero pubblicò la prima collezione di poesie Dioscoriane nel 1911: “Un dernier poète grec d'Égypte: Dioscore, fils d'Apollôs”. Questo articolo di giornale conteneva il testo di 13 poesie, le traduzioni in francese, ed un'analisi dello stile. Tra il 1911 ed il 1916, Jean e Gaston Maspero ripubblicarono le poesie assieme ad altri documenti di Dioscoro in tre volumi del Papyrus grecs d'époque byzantine. Queste poesie facevano parte della collezione di papiri di proprietà del Museo di antichità egiziane di Il Cairo. Nel 1962 Ernst Heitsch pubblicò 29 poesie di Dioscoro recuperate tra i frammenti contenuti in vari musei e biblioteche. Per oltre 35 anni fu l'edizione più importante. L'edizione più completa al giorno d'oggi è quella di Jean-Luc Fournet, che nel 1999 pubblicò 51 poesie e frammenti (compresi 2 considerati di dubbia autenticità). Oltre ai testi ed ai commenti offerti da Maspero, Heitsch, Fournet, e dei primi editori di altre poesie, uno studio completo della sua poesia fu pubblicato da Leslie MacCoull nel 1988: Dioscorus of Aphrodito: His Work and His World (Berkeley). Clement Kuehn pubblicò una reinterpretazione della sua poesia nel 1995: Channels of Imperishable Fire: The Beginnings of Christian Mystical Poetry and Dioscorus of Aphrodito (New York).

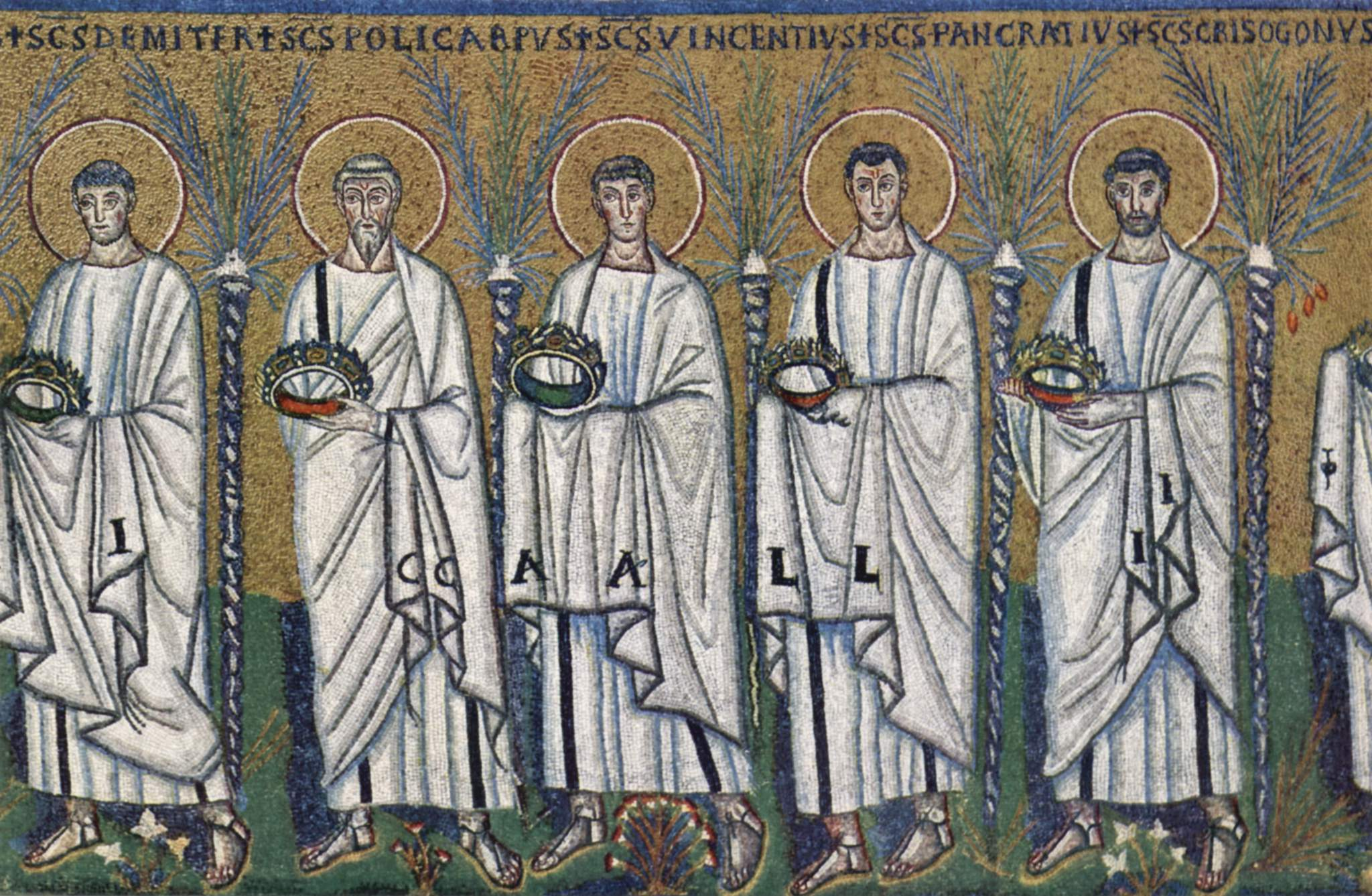
Martiri ricevono la corona. Mosaico della basilica di sant'Apollinare Nuovo, Ravenna. Raffigurazione del VI secolo dei martiri vestiti da senatori romani

### Interpretazioni
Le impressioni di coloro che oggi leggono le sue poesie sono molto varie. I papirologi e gli storici che per primi esaminarono queste opere non ne furono impressionati. Influenzati dalla loro conoscenza della poesia classica, paragonarono i versi di Dioscoro agli standard classici. L'obiezione più frequente fu quella secondo la quale i suoi versi sarebbero oscuri. Gli editori pensavano che le righe non avessero senso, o perlomeno non dicevano quello che gli editori si aspettavano dicessero. Una valutazione più positiva fu offerta da Leslie MacCoull, il quale insisteva nel dire che il lettore avrebbe dovuto porre attenzione alla cultura copta di Dioscoro. Molte poesie sembrano essere richieste a dignitari sconosciuti, compresi un imperatore e numerosi duchi, ed alcuni papirologi conclusero che Dioscoro avesse scritto le poesie per ottenere favori dai funzionari governativi (che i papirologi identificano in modo vago ed inconsistente). Clement Kuehn suggerisce di non guardare alle poesie da un punto di vista classico, ellenistico o strettamente egiziano, ma attraverso lenti di cultura bizantina e spiritualità, in cui Dioscoro e Tebaide erano profondamente immersi. Kuehn dimostrò che le poesie si inserivano perfettamente nello stile allegorico tipico della letteratura e dell'arte dell'inizio dell'era bizantina. Ovvero Dioscoro, influenzato da commenti allegorici dei poemi omerici e della Bibbia, e dalle icone allegoriche dell'arte del VI secolo, stava elogiando Cristo, i patriarchi dell'antico testamento ed i santi del paradiso, come se fossero l'imperatore, i re ed i dignitari della corte bizantina.